# ℃-ute Cutie Circuit 2007 〜MAGICAL CUTIE TOUR&9月10日は℃-uteの日〜
『℃-ute Cutie Circuit 2007 〜MAGICAL CUTIE TOUR&9月10日は℃-uteの日〜』（キュート キューティーサーキット 2007  マジカル キューティーツアー アンド くがつとおかはキュートのひ）は、℃-uteの全国イベントツアーである。DVDは2007年11月21日発売。発売元はゼティマ。

## 日程
- ℃-ute Cutie Circuit 2007 〜MAGICAL CUTIE TOUR〜
  - 7月31日 横浜BLITZ
  - 8月5日 札幌STVホール
  - 8月9日 名古屋ダイアモンドホール
  - 8月13日 福岡国際会議場メインホール
  - 8月18日 高松DIME
  - 8月19日 広島クラブクアトロ
  - 8月21日 なんばHatch
  - 9月10日 品川ステラボール
- ℃-ute Cutie Circuit 2007 〜MAGICAL CUTIE TOUR〜SCイベント 
  - 8月4日 北海道/旭川市 イオン旭川西ショッピングセンター
  - 8月7日 茨城/水戸市 イオン水戸内原ショッピングセンター
  - 8月11日 大阪/大阪市 ダイアモンドシティ・リーファ今福鶴見
  - 8月12日 三重/桑名市 マイカル桑名
  - 8月14日 長崎/長崎市 アミュプラザ長崎
  - 8月15日 熊本/宇土市 宇土シティ
  - 8月18日 高松/高松市 イオン高松ショッピングセンター

## DVD
『℃-ute Cutie Circuit 2007 〜MAGICAL CUTIE TOUR&9月10日は℃-uteの日〜』（2007年11月21日）
1. ドキュメント 出発!
2. ドキュメント 7月30日 横浜ブリッツ
3. ドキュメント 8月4日 イオン旭川西
4. ドキュメント 8月5日 札幌STVホール
5. ドキュメント 8月7日 イオン水戸
6. ドキュメント 8月9日 名古屋ダイアモンドホール
7. ドキュメント 8月19日 広島クラブクアトロ
8. ドキュメント 8月21日 大阪なんばHatch
9. ドキュメント 8月24日 MAGICAL CUTIE 感謝祭（東京体育館）
10. ドキュメント 9月10日 品川ステラボール 〜9月10日は℃-uteの日〜
11. 〜9月10日は℃-uteの日〜 オープニング
12. 〜9月10日は℃-uteの日〜 僕らの輝き
13. 〜9月10日は℃-uteの日〜 ENDLESS LOVE 〜I Love You More〜
14. 〜9月10日は℃-uteの日〜 ディスコ クイーン
15. 〜9月10日は℃-uteの日〜 MC
16. 〜9月10日は℃-uteの日〜 桜チラリ
17. 〜9月10日は℃-uteの日〜 美少女心理
18. 〜9月10日は℃-uteの日〜 第1回 ラブリーアイウエオ作文コーナー
19. 〜9月10日は℃-uteの日〜 DJマイマイ、MCチッサー&MC O-suzコーナー
20. 〜9月10日は℃-uteの日〜 都会っ子 純情
21. 〜9月10日は℃-uteの日〜 めぐる恋の季節
22. 〜9月10日は℃-uteの日〜 MC
23. 〜9月10日は℃-uteの日〜 わっきゃない(Z)
24. 〜9月10日は℃-uteの日〜 まっさらブルージーンズ
25. 〜9月10日は℃-uteの日〜 JUMP
26. 〜9月10日は℃-uteの日〜 ENCORE：MC
27. 〜9月10日は℃-uteの日〜 ENCORE：大きな愛でもてなして

特典映像
1. 〜9月10日は℃-uteの日〜 ツアーを振り返って 〜インタビュー〜